# Mormonernas kamp
Mormonernas kamp (engelsk originaltitel: Brigham Young) är en amerikansk historisk westernfilm från 1940, regisserad av Henry Hathaway.

## Handling
Filmen skildrar hur mormonerna fördrivs från sin hemvist i Nauvoo, Illinois efter att deras ledare Joseph Smith  dödats. Deras nye ledare, Brigham Young, leder dem västerut till Stora Saltsjödalen där de grundar Salt Lake City. I handlingens centrum finns de fiktiva personerna Jonathan Kent och Zina Webb.

## Om filmen
Till skillnad från vissa tidigare filmer, såsom Trapped by the Mormons (1922) skildrar Mormonernas kamp mormonerna på ett positivt sätt. Kyrkan samarbetade med filmbolaget under produktionen. Äldste George Pyper var konsult under inspelningen och producenten Darryl F. Zanuck hade korrespondens med kyrkans president Heber J. Grant som sedan uttalade sig gillande om filmen.
Filmen blev ett genombrott för skådespelaren Dean Jagger som långt senare (1972) konverterade och döptes till medlem i Jesu Kristi Kyrka av Sista Dagars Heliga. Enligt Pyper, som träffat Brigham Young i sin ungdom, var Jagger lik Young inte bara till utseendet utan även till sättet och rösten. Den enda skådespelare i filmen som var mormon vid tiden för inspelningen var Moroni Olsen.
Filmen släpptes i USA också med titeln Brigham Young: Frontiersman.

## Rollista
- Tyrone Power - Jonathan Kent
- Linda Darnell - Zina Webb
- Dean Jagger - Brigham Young
- Brian Donlevy - Angus Duncan
- Jane Darwell - Eliza Kent
- John Carradine -  Porter Rockwell
- Mary Astor - Mary Ann Young
- Vincent Price - Joseph Smith
- Jean Rogers - Clara Young